# 劉友 (趙王)
劉友（前3世纪?—前181年2月21日），劉邦的兒子，漢高祖十一年（公元前196年）三月，受封淮陽王；漢惠帝元年（公元前194年）十二月，徙封趙王。劉友正妻為呂后之姪女，因劉友另有愛妾而失寵，遂向呂后誣告劉友欲叛。呂后七年正月，召劉友入京，劉友一到長安便被軟禁，斷絕糧食，劉友沒有自殺。正月丁丑，活活餓死，以平民之礼下葬。
汉文帝继位后，追諡為幽王。复立刘友长子刘遂为赵王，从赵国划出河间郡封刘友子刘辟强为河间王。

## 作歌鳴冤
劉友於牢中做鳴冤歌一首:
諸呂用事兮劉氏微，
迫脅王侯兮強授我妃！
我妃既妒兮誣我心惡，
讒女亂國兮上曾不寢！
我無忠臣兮故棄國！
自決中野兮蒼天與追！
呼嗟不可悔兮寧早自賊！
為王餓死兮誰者憐之！
呂氏無理兮天將報讎！

## 延伸阅读
[在维基数据编辑]
 《漢書·卷038》，出自班固《漢書》

## 註解
1. ↑  班固. . . 詔曰：「擇可以為梁王、淮陽王者。」燕王綰、相國何等請立子恢為梁王，子友為淮陽王。